# باتهيرست
باتهيرست، جزيرة تقع في بحر تيمور، على بُعد نحو 70 كيلومترًا شمال غربي مدينة داروين. ويفصلها عن جزيرة ملفيل مضيق آبسلي، الذي يبلغ عرضه حوالي 1.5 كيلومتر. يبلغ طول الجزيرة نحو 70 كيلومترًا، وعرضها حوالي 55 كيلومترًا. تُعد الجزيرة بأكملها مركزًا لتجمع الأبورجين (السكان الأصليين).
أنشأ الأسقف ف. إكس. جسل، من الكنيسة الكاثوليكية، مركزًا تنصيريًا في الطرف الشرقي من الجزيرة عام 1911م. ويُقيم في الجزيرة حاليًا نحو 900 نسمة، جميعهم من السكان الأصليين من قبيلة تيوي.